# Robin Farquharson
Reginald "Robin" Farquharson, född den 3 oktober 1930, död den 1 april 1973, var en akademiker vars intresse inom matematik och politik ledde honom till att arbeta på spelteori, vilket han skrev en inflytelserik analys av röstningssystem i sin doktors thesis, senare publicerad som Theory of Voting (teorin om röstning).